# Aleksander Okorski
Aleksander  Okorski (ur. 24 sierpnia 1803, zm. 5 lutego 1875), lekarz, uczestnik powstania listopadowego, emigrant, naczelny lekarz Szpitala Św. Wincentego a Paulo, społecznik. 

## Życiorys
Ur. 24 sierpnia 1803 r. w Podlodowie k. Łukowa (Podlasie), syn Józefa, ekonoma, szlachcica, i Elżbiety z Besslów. Uczył się w lubelskiej Szkole Wojewódzkiej w Lublinie, przemianowanej później w Liceum Wojewódzkie. Po otrzymaniu „patentu dojrzałości", studiował na Wydziale Lekarskim UW (1824—1830) uzyskując stopień magistra medycyny i chirurgii. W czasie Powstania Listopadowego był lekarzem szwadronu pułku krakusów lubelskich, a następnie lekarzem sztabowym w korpusie gen. Macieja Rybińskiego. Był wówczas członkiem Towarzystwa Wychowania Dzieci po Poległych Rycerzach Polskich. Po upadku powstania znalazł się na emigracji. Wrócił do kraju po amnestii i został zastępcą chirurga powiatu kraśnickiego. W 1835 r. otrzymał nominację na zastępcę lekarza obwodu lubelskiego.
Od 1836 r. praktykował prywatnie, a następnie objął stanowisko naczelnego lekarza Szpitala Św. Wincentego w Lublinie. W latach 1839–1869 pełnił funkcję lekarza miejskiego i akuszera gubernialnego, po czym ze względu na zły stan zdrowia przeszedł na emeryturę. Zyskał dużą popularność dzięki działalności w Lubelskim Towarzystwie Dobroczynności.
Otrzymał wiele odznaczeń za wzorową pracę.
Zmarł 5 lutego 1875 r. w Lublinie.